# حسن الورديان

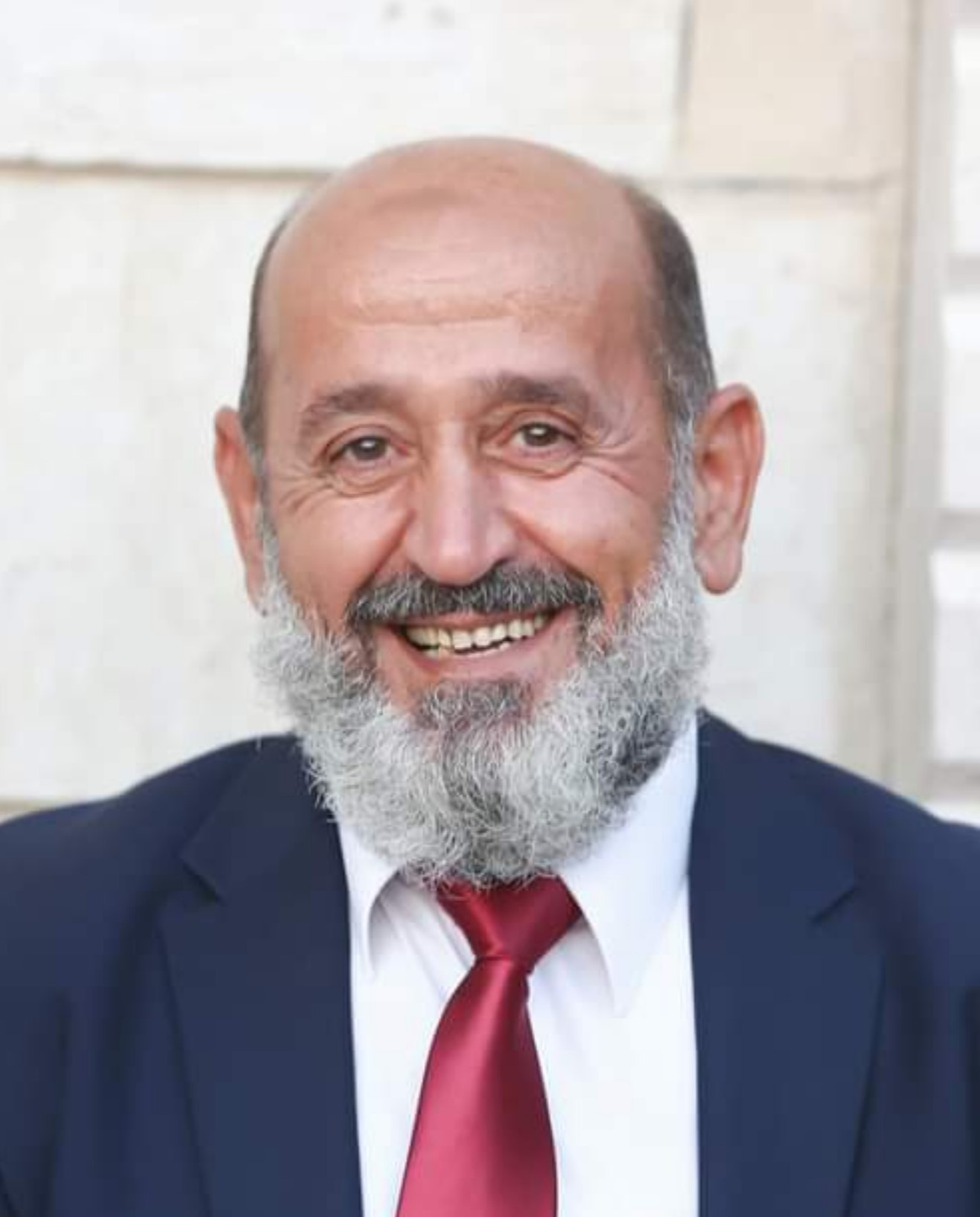
حسن الورديان

حسن محمد الورديان (28 ديسمبر 1954 -)، سياسي فلسطيني وقيادي في حركة المقاومة الإسلامية (حماس). وُلد في مدينة بيت لحم في الضفة الغربية، وهو متزوج وله تسعة أبناء.
التعليم
تلقى الورديان تعليمه الابتدائي والثانوي في مدارس بيت لحم، وحصل على شهادة الثانوية العامة من مدرسة تيرا سانطة عام 1973. لاحقًا، حصل على درجة البكالوريوس في التربية الإسلامية من جامعة القدس المفتوحة عام 2018، ثم التحق ببرنامج الماجستير في الدراسات الإسلامية المعاصرة في جامعة القدس.
المسيرة المهنية
عمل الورديان في الأعمال الحرة، إلى جانب نشاطه السياسي والاجتماعي. التحق بجماعة الإخوان المسلمين عام 1979 وشارك في أنشطتها. كان من أوائل المنتمين لحركة حماس عند تأسيسها، وأصبح أحد قياداتها في مدينة بيت لحم. خلال انتفاضة الأقصى، كان الورديان متحدثًا باسم الحركة في المدينة.
النشاط السياسي
ترشح الورديان للانتخابات التشريعية الفلسطينية عام 2021 ضمن قائمة "القدس موعدنا" التابعة لحركة حماس. يتميز بمواقفه المعارضة للتسوية السياسية مع الاحتلال الإسرائيلي، ويعتبر أن اتفاق أوسلو جلب المصائب للشعب الفلسطيني. يؤمن بأن المقاومة بكل أشكالها هي السبيل لتحرير فلسطين، ويرى أن إقامة دولة فلسطينية كاملة السيادة على حدود 1967 تمثل حلاً مرحليًا ضمن رؤية أشمل لتحرير كامل الأراضي الفلسطينية التاريخية وعودة اللاجئين إلى ديارهم.
الاعتقال والملاحقات
تعرض الورديان للاعتقال من قِبل الاحتلال الإسرائيلي 14 مرة، أمضى خلالها ما مجموعه أكثر من 20 عامًا في السجون. خلال اجتياح بيت لحم عام 2002، هدم الاحتلال منزله. كما أنه ممنوع من السفر منذ سنوات طويلة، وتعرض ابناه "محمود" و"أسيد" للاعتقال عدة مرات من قِبل الاحتلال.
العمل المجتمعي
إلى جانب نشاطه السياسي، شارك الورديان في العمل الدعوي والإصلاحي داخل المجتمع الفلسطيني، حيث يُعتبر شخصية بارزة في مجالي الدعوة والإصلاح الاجتماعي.
المواقف والرؤى
يرفض الورديان أي تسوية سياسية تُنتقص فيها حقوق الشعب الفلسطيني، ويؤمن بأن القضية الفلسطينية مستمرة حتى زوال الاحتلال بشكل كامل. يضع الورديان أولوية لعودة اللاجئين الفلسطينيين إلى ديارهم التي هُجِّروا منها، ويرى أن المقاومة هي السبيل لتحقيق ذلك.